# Benito Juárez, Mapastepec
Benito Juárez är en ort i Mexiko.   Den ligger i kommunen Mapastepec och delstaten Chiapas, i den sydöstra delen av landet, 800 km sydost om huvudstaden Mexico City. Benito Juárez ligger 7 meter över havet och antalet invånare är 206.
Terrängen runt Benito Juárez är mycket platt. Runt Benito Juárez är det ganska tätbefolkat, med 56 invånare per kvadratkilometer. Närmaste större samhälle är Mapastepec, 16,8 km norr om Benito Juárez. Omgivningarna runt Benito Juárez är en mosaik av jordbruksmark och naturlig växtlighet.